# Liste der Juniorenweltmeister im Freestyle-Skiing

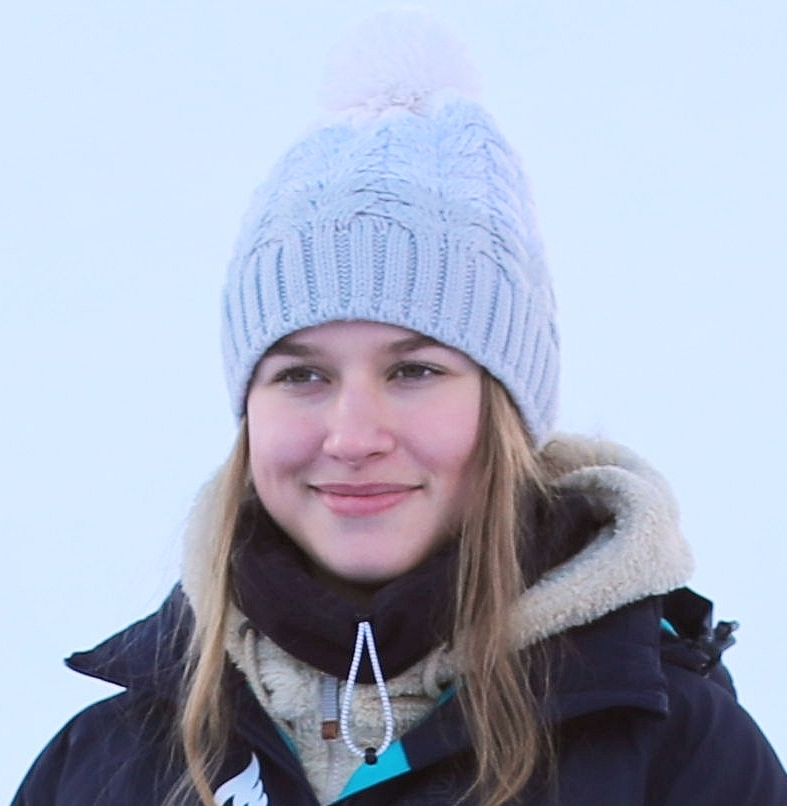
Die mit sechs Titeln erfolgreichste JWM-Teilnehmerin Kelly Sildaru

Die Liste der Juniorenweltmeister im Freestyle-Skiing listet alle Sieger sowie die Zweit- und Drittplatzierten bei den seit 2003 stattfindenden Freestyle-Skiing-Juniorenweltmeisterschaften auf, gegliedert nach Männern und Frauen und den einzelnen Wettbewerben.

## Wettbewerbe

### Männer

#### Aerials
| Jahr | Austragungsort       | Sieger                | Zweiter             | Dritter          |
| ---- | -------------------- | --------------------- | ------------------- | ---------------- |
| 2003 | Marble Mountain      | Dsjanis Ossipou       | Sun Peng            | Zimafej Sliwez   |
| 2006 | Korobitsyno          | Maxim Huszik          | Oleksandr Abramenko | Anton Sannikow   |
| 2007 | Airolo               | Maxim Huszik          | Dylan Ferguson      | Wu Chao          |
| 2012 | Chiesa in Valmalenco | Zhang Zhining         | Jonathon Lillis     | Wang Xindi       |
| 2013 | Chiesa in Valmalenco | Stanislaw Nikitin     | Wassili Polenow     | Dmitry Glushakov |
| 2014 | Chiesa in Valmalenco | Maxim Burow           | Wang Shuang         | Wassili Polenow  |
| 2015 | Chiesa in Valmalenco | Harrison Smith        | Maxim Burow         | Lloyd Wallace    |
| 2016 | Minsk                | Maxim Burow           | Dzmitry Mazurkevich | Noé Roth         |
| 2017 | Chiesa in Valmalenco | Dzmitry Mazurkevich   | Pawel Dsik          | Sun Jiaxu        |
| 2018 | Minsk                | Noé Roth              | Dzmitry Mazurkevich | Sun Jiaxu        |
| 2019 | Chiesa in Valmalenco | Viachaslau Tsimertsau | Ihar Drabiankou     | Li Boyan         |
| 2021 | Krasnojarsk          | Artem Potapow         | Makar Mitrafanau    | Andrei Kuzmin    |
| 2022 | Chiesa in Valmalenco | Victor Primeau        | Quinn Dehlinger     | Émile Nadeau     |
| 2023 | Obertauern           | Wang Guochen          | Volodymyr Kushnir   | Connor Curran    |

#### Moguls
| Jahr | Austragungsort       | Sieger            | Zweiter                 | Dritter            |
| ---- | -------------------- | ----------------- | ----------------------- | ------------------ |
| 2003 | Marble Mountain      | Nobuyuki Nishi    | Tim Preston             | Antoine Perrin     |
| 2006 | Korobitsyno          | Andrei Wolkow     | Anthony Benna           | Jay Bowman-Kirigin |
| 2007 | Airolo               | Bryon Wilson      | Jay Bowman-Kirigin      | Joseph Discoe      |
| 2011 | Jyväskylä            | Ville Miettunen   | Benjamin Cavet          | Olli Penttala      |
| 2012 | Chiesa in Valmalenco | Bradley Wilson    | Ludvig Fjällström       | Choi Jae-woo       |
| 2013 | Chiesa in Valmalenco | Ludvig Fjällström | Jussi Penttala          | Pirmin Kaufmann    |
| 2014 | Chiesa in Valmalenco | Thomas Rowley     | Benjamin Cavet          | Egor Anufrijew     |
| 2015 | Chiesa in Valmalenco | Alexei Pawlenko   | Egor Anufrijew          | Andrei Makhnev     |
| 2016 | Åre                  | Hunter Bailey     | Walter Wallberg         | Joel Hendrick      |
| 2017 | Chiesa in Valmalenco | Jack Kariotis     | Thomas Gerken Schofield | Loke Nilsson       |
| 2018 | Duved                | Loke Nilsson      | Albin Holmgren          | Thibaud Mouille    |
| 2019 | Chiesa in Valmalenco | Nikita Noviticki  | Masahiro Kimoto         | Akseli Ahvenainen  |
| 2021 | Krasnojarsk          | Nikita Andrejew   | Akseli Ahvenainen       | Artem Schuldjakow  |
| 2022 | Chiesa in Valmalenco | Cole McDonald     | Enea Buzzi              | Filip Gravenfors   |
| 2023 | Chiesa in Valmalenco | Filip Gravenfors  | Jung Dae-yoon           | Asher Michel       |

#### Dual Moguls
| Jahr | Austragungsort       | Sieger              | Zweiter                 | Dritter              |
| ---- | -------------------- | ------------------- | ----------------------- | -------------------- |
| 2003 | Marble Mountain      | Tom Mazur           | Takumi Ootani           | Ruslan Sharifullin   |
| 2006 | Korobitsyno          | Andrei Wolkow       | Jay Bowman-Kirigin      | Patrick Deneen       |
| 2007 | Airolo               | Dmitri Reicherd     | Jimmy Discoe            | Jay Bowman-Kirigin   |
| 2011 | Jyväskylä            | Bryan Zemba         | Jussi Penttala          | Jens Laurite         |
| 2012 | Chiesa in Valmalenco | Rikuya Tanaka       | Fredrik Saterberg       | Alexei Pawlenko      |
| 2013 | Chiesa in Valmalenco | Thomas Rowley       | Ludvig Fjällström       | Pawel Kolmakow       |
| 2014 | Chiesa in Valmalenco | Benjamin Cavet      | Thomas Rowley           | Marco Tadé           |
| 2015 | Chiesa in Valmalenco | Alexei Pawlenko     | Egor Anufrijew          | Casey Andringa       |
| 2016 | Åre                  | Laurent Dumais      | Emerson Smith           | Pawel Kolmakow       |
| 2017 | Chiesa in Valmalenco | Riku Voutilainen    | Thomas Gerken Schofield | Jack Kariotis        |
| 2018 | Duved                | Walter Wallberg     | Nicolas Degaches        | Takashi Koyama       |
| 2019 | Chiesa in Valmalenco | Elliot Vaillancourt | Masahiro Kimoto         | Alex Lewis           |
| 2021 | Krasnojarsk          | Shima Kawaoka       | Artem Schuldjakow       | Wjatscheslaw Nowikow |
| 2022 | Chiesa in Valmalenco | Nick Page           | Emil Holmgren           | Filip Gravenfors     |
| 2023 | Chiesa in Valmalenco | Filip Gravenfors    | Emil Holmgren           | Mateo Jeannesson     |

#### Skicross
| Jahr | Austragungsort       | Sieger               | Zweiter                 | Dritter           |
| ---- | -------------------- | -------------------- | ----------------------- | ----------------- |
| 2006 | Korobitsyno          | Andreas Schauer      | Anders Rekdal           | Petr Takač        |
| 2007 | Airolo               | Renato Trummer       | Gregor Vinzens          | Armin Niederer    |
| 2010 | Otago                | Didrik Bastian Juell | Morten Ring Christensen | Georgi Kornlow    |
| 2012 | Chiesa in Valmalenco | John Eklund          | Terence Tchiknavorian   | Roman Illin       |
| 2013 | Chiesa in Valmalenco | Francesco Mauriello  | Terence Tchiknavorian   | Marzellus Renn    |
| 2014 | Chiesa in Valmalenco | Magnus Björnnes      | John Eklund             | Valentin Egger    |
| 2015 | Chiesa in Valmalenco | Tyler Wallasch       | Tim Hronek              | Artem Kostenko    |
| 2016 | Val Thorens          | Sandro Siebenhofer   | David Mobärg            | Kristofor Mahler  |
| 2017 | Chiesa in Valmalenco | Florian Wilmsmann    | Zach Belczyk            | Erik Mobärg       |
| 2018 | Cardrona             | Oliver Davies        | Sandro Siebenhofer      | Maxim Wikrow      |
| 2019 | Reiteralm            | David Mobärg         | Gavin Rowell            | Douglas Crawford  |
| 2021 | Krasnojarsk          | Oliver Vierthaler    | Simone Deromedis        | Wladimir Schmirow |
| 2022 | Veysonnaz            | Richard Lucas        | Sebastian Veit          | Fredrik Nilsson   |
| 2023 | Passo San Pellegrino | Fredrik Nilsson      | Christoph Danksagmüller | Robin Tissieres   |

#### Halfpipe
| Jahr | Austragungsort       | Sieger            | Zweiter                | Dritter             |
| ---- | -------------------- | ----------------- | ---------------------- | ------------------- |
| 2003 | Marble Mountain      | Aurélien Fournier | Davey Bowe             | Mickael Moh         |
| 2007 | Airolo               | Kévin Rolland     | Antti-Jussi Kemppainen | Kalle Leinonen      |
| 2010 | Otago                | Noah Bowman       | Walter Wood            | Kristopher Atkinson |
| 2013 | Chiesa in Valmalenco | Gurimu Narita     | Broby Leeds            | Frederick Iliano    |
| 2014 | Chiesa in Valmalenco | Beau-James Wells  | Joel Gisler            | Kalle Hilden        |
| 2015 | Chiesa in Valmalenco | Beau-James Wells  | Jake Mageau            | Birk Irving         |
| 2017 | Crans-Montana        | Rafael Kreienbühl | Samson Schuiling       | Robin Briguet       |
| 2018 | Cardrona             | Nico Porteous     | Dylan Ladd             | Birk Ruud           |
| 2019 | Leysin               | Connor Ladd       | Hunter Carey           | Aaron Durlester     |
| 2021 | Krasnojarsk          | Henry Sildaru     | Lee Seung-hun          | Fedor Muralew       |
| 2022 | Leysin               | Gustav Legnavsky  | Matthew Labaugh        | Ben Fethke          |

#### Slopestyle
| Jahr | Austragungsort       | Sieger                   | Zweiter            | Dritter           |
| ---- | -------------------- | ------------------------ | ------------------ | ----------------- |
| 2010 | Otago                | Bobby Brown              | Gus Kenworthy      | Jonas Hunziker    |
| 2012 | Chiesa in Valmalenco | Kai Mahler               | Øystein Bråten     | Jonas Hunziker    |
| 2013 | Chiesa in Valmalenco | Felix Stridsberg-Usterud | Brent Whipple      | Luca Tribondeau   |
| 2014 | Chiesa in Valmalenco | Joona Kangas             | Till Matti         | Robert Andre Ruud |
| 2015 | Chiesa in Valmalenco | Luca Schuler             | Beau-James Wells   | Birk Ruud         |
| 2017 | Chiesa in Valmalenco | Taisei Yamamoto          | Oliwer Magnusson   | Ryan Stevenson    |
| 2018 | Cardrona             | Oliwer Magnusson         | Sebastian Schjerve | Kim Gubser        |
| 2019 | Kläppen              | Édouard Therriault       | Kiernan Fagan      | Ulrik Samnøy      |
| 2021 | Krasnojarsk          | Matěj Švancer            | Daniel Bacher      | Henry Sildaru     |
| 2022 | Leysin               | Troy Podmilsak           | Matthew Labaugh    | Axel Burmansson   |
| 2023 | Cardrona             | Charlie Beatty           | Fadri Rhyner       | Leo Landrø        |

#### Big Air
| Jahr | Austragungsort | Sieger         | Zweiter         | Dritter         |
| ---- | -------------- | -------------- | --------------- | --------------- |
| 2018 | Cardrona       | Mac Forehand   | Ryan Stevenson  | Thibault Magnin |
| 2019 | Kläppen        | Ulrik Samnøy   | Kiernan Fagan   | Deven Fagan     |
| 2021 | Krasnojarsk    | Matěj Švancer  | Daniel Bacher   | Miro Tabanelli  |
| 2022 | Leysin         | Troy Podmilsak | Luca Harrington | Leo Landrø      |
| 2023 | Cardrona       |                |                 |                 |

### Frauen

#### Aerials
| Jahr | Austragungsort       | Sieger                   | Zweiter                 | Dritter           |
| ---- | -------------------- | ------------------------ | ----------------------- | ----------------- |
| 2003 | Marble Mountain      | Anna Sukal               | Dai Shuangfei           | Anna Belikh       |
| 2006 | Korobitsyno          | Nadija Didenko           | Nadja Leuenberger       | Olga Polyuk       |
| 2007 | Airolo               | Xu Mengtao               | Yang Yu                 | Olga Polyuk       |
| 2012 | Chiesa in Valmalenco | Quan Huilin              | Hanna Huskowa           | Kiley McKinnon    |
| 2013 | Chiesa in Valmalenco | Quan Huilin              | Anastassija Nowossad    | Alexandra Orlowa  |
| 2014 | Chiesa in Valmalenco | Catrine Lavallée         | Alexandra Orlowa        | Ljubow Nikitina   |
| 2015 | Chiesa in Valmalenco | Aliaksandra Ramanouskaya | Schanbota Aldabergenowa | Elle Gaudette     |
| 2016 | Minsk                | Aliaksandra Ramanouskaya | Alexandra Orlowa        | Ljubow Nikitina   |
| 2017 | Chiesa in Valmalenco | Ljubow Nikitina          | Winter Vinecki          | Shao Qi           |
| 2018 | Minsk                | Ljubow Nikitina          | Shao Qi                 | Carol Bouvard     |
| 2019 | Chiesa in Valmalenco | Sniazhana Drabiankova    | Jia Liya                | Yana Yarmashevich |
| 2021 | Krasnojarsk          | Anastasia Prytkowa       | Alexandra Bär           | Ursina Platz      |
| 2022 | Chiesa in Valmalenco | Flavie Aumond            | Kaila Kuhn              | Alexandra Bär     |
| 2023 | Obertauern           | Chen Meiting             | Liu Xuanchi             | Amelia Glogowski  |

#### Moguls
| Jahr | Austragungsort       | Sieger                | Zweiter                 | Dritter               |
| ---- | -------------------- | --------------------- | ----------------------- | --------------------- |
| 2003 | Marble Mountain      | Hannah Kearney        | Jessica Davis           | Lauren Crawford       |
| 2006 | Korobitsyno          | Jekaterina Stoljarowa | Jelena Muratowa         | Caterina Mader        |
| 2007 | Airolo               | Jekaterina Stoljarowa | Kayla Snyderman         | Chloé Dufour-Lapointe |
| 2011 | Jyväskylä            | Julija Galyschewa     | Marika Pertachija       | Tereza Vaculíková     |
| 2012 | Chiesa in Valmalenco | Julija Galyschewa     | Anna Park               | Marika Pertachija     |
| 2013 | Chiesa in Valmalenco | Keaton McCargo        | Leonie Gerken Schofield | Kaitlyn Harrell       |
| 2014 | Chiesa in Valmalenco | Keaton McCargo        | Morgan Schild           | Perrine Laffont       |
| 2015 | Chiesa in Valmalenco | Perrine Laffont       | Avital Shimko           | Jaelin Kauf           |
| 2016 | Åre                  | Perrine Laffont       | Tess Johnson            | Léa Bouard            |
| 2017 | Chiesa in Valmalenco | Trudy Mickel          | Anastassija Smirnowa    | Olivia Giaccio        |
| 2018 | Duved                | Kisara Sumiyoshi      | Hinako Tomitaka         | Wiktorija Lasarenko   |
| 2019 | Chiesa in Valmalenco | Sabrina Cass          | Hinako Tomitaka         | Wiktorija Lasarenko   |
| 2021 | Krasnojarsk          | Anri Kawamura         | Wiktorija Lasarenko     | Anastassija Smirnowa  |
| 2022 | Chiesa in Valmalenco | Elizabeth Lemley      | Anastassija Gorodko     | Alli Macuga           |
| 2023 | Chiesa in Valmalenco | Shiori Asano          | Marin Ito               | Ashley Koehler        |

#### Dual Moguls
| Jahr | Austragungsort       | Sieger                | Zweiter                 | Dritter              |
| ---- | -------------------- | --------------------- | ----------------------- | -------------------- |
| 2003 | Marble Mountain      | Hannah Kearney        | Jessica Davis           | Nadeschda Waganowa   |
| 2006 | Korobitsyno          | Alizée Boulangeat     | Deborah Scanzio         | Jelena Muratowa      |
| 2007 | Airolo               | Chloé Dufour-Lapointe | Jekaterina Stoljarowa   | Julija Rodionowa     |
| 2011 | Jyväskylä            | Marika Pertachija     | Emilie Klingen Amundsen | Isabella Cedercreutz |
| 2012 | Chiesa in Valmalenco | Ali Kariotis          | Marika Pertachija       | Julija Galyschewa    |
| 2013 | Chiesa in Valmalenco | Keaton McCargo        | Kaitlyn Harrell         | Perrine Laffont      |
| 2014 | Chiesa in Valmalenco | Ali Kariotis          | Morgan Schild           | Keaton McCargo       |
| 2015 | Chiesa in Valmalenco | Perrine Laffont       | Anastasia Safiulina     | Léa Bouard           |
| 2016 | Åre                  | Hinako Tomitaka       | Léa Bouard              | Berkley Brown        |
| 2017 | Chiesa in Valmalenco | Olivia Giaccio        | Nora Lodön              | Anastassija Smirnowa |
| 2018 | Duved                | Wiktorija Lasarenko   | Maia Schwinghammer      | Anastasia Kulikowa   |
| 2019 | Chiesa in Valmalenco | Anastassija Smirnowa  | Hinako Tomitaka         | Kisara Sumiyoshi     |
| 2021 | Krasnojarsk          | Wiktorija Lasarenko   | Haruka Nakao            | Anastassija Smirnowa |
| 2022 | Chiesa in Valmalenco | Anastassija Gorodko   | Elizabeth Lemley        | Alli Macuga          |
| 2023 | Chiesa in Valmalenco | Alli Macuga           | Skylar Slettene         | Kylie Karotis        |

#### Skicross
| Jahr | Austragungsort       | Sieger            | Zweiter                | Dritter                |
| ---- | -------------------- | ----------------- | ---------------------- | ---------------------- |
| 2006 | Korobitsyno          | Julia Manhard     | Méryll Boulangeat      | Alizée Boulangeat      |
| 2007 | Airolo               | Alizée Boulangeat | Clara Marsan           | Flurina Marugg         |
| 2010 | Otago                | Fanny Smith       | Katrin Ofner           | Julija Liwinskaja      |
| 2012 | Chiesa in Valmalenco | Julia Eichinger   | Jorinde Müller         | Emilie Benz            |
| 2013 | Chiesa in Valmalenco | Marielle Thompson | Jekaterina Malzewa     | Jekaterina Starichenko |
| 2014 | Chiesa in Valmalenco | Jorinde Müller    | Sandra Näslund         | Margarethe Aschauer    |
| 2015 | Chiesa in Valmalenco | India Sherret     | Daniela Maier          | Alexandra Edebo        |
| 2016 | Val Thorens          | Sandra Näslund    | Wiktorija Zawadowskaja | Laury Marullaz         |
| 2017 | Chiesa in Valmalenco | Sandra Näslund    | Lisa Andersson         | Alexa Velcic           |
| 2018 | Cardrona             | Mikayla Martin    | Mazie Hayden           | Elliane Hall           |
| 2019 | Reiteralm            | Zoe Chore         | Talina Gantenbein      | Celina Funkler         |
| 2021 | Krasnojarsk          | Darja Melchakowa  | Diana Cholenská        | Polina Ryabowa         |
| 2022 | Veysonnaz            | Sonja Gigler      | Linnea Mobärg          | Christina Födermayr    |
| 2023 | Passo San Pellegrino | Emeline Bennett   | Veronika Redder        | Margaux Dumont         |

#### Halfpipe
| Jahr | Austragungsort       | Sieger             | Zweiter               | Dritter            |
| ---- | -------------------- | ------------------ | --------------------- | ------------------ |
| 2003 | Marble Mountain      | Jennifer Hudak     | Davina Williams       | Kendra Perry       |
| 2007 | Airolo               | Kim Sharp          | Sophia Schwartz       | Anaïs Caradeux     |
| 2010 | Otago                | Brita Sigourney    | Hannah Haupt          | Devin Logan        |
| 2013 | Chiesa in Valmalenco | Nina Ragettli      | Zyre Austin           | Rowan Cheshire     |
| 2014 | Chiesa in Valmalenco | Sabrina Cakmakli   | Jelisaweta Chesnokowa | Jeanee Crane-Mauzy |
| 2015 | Chiesa in Valmalenco | Molly Summerhayes  | Walerija Demidowa     | Anna Gorham        |
| 2017 | Crans-Montana        | Kelly Sildaru      | Svea Irving           | Walerija Demidowa  |
| 2018 | Cardrona             | Kelly Sildaru      | Walerija Demidowa     | Zhang Kexin        |
| 2019 | Leysin               | Constance Brogden  | Jaroslawna Muntian    | Ruby Andrews       |
| 2021 | Krasnojarsk          | Alexandra Glazkowa | Michelle Rageth       | Kim Dae-un         |
| 2022 | Leysin               | Kim Dae-un         | Kathryn Gray          | Piper Arnold       |

#### Slopestyle
| Jahr | Austragungsort       | Sieger            | Zweiter                    | Dritter           |
| ---- | -------------------- | ----------------- | -------------------------- | ----------------- |
| 2010 | Otago                | Jamie Crane-Mauzy | Keltie Hansen              | Devin Logan       |
| 2012 | Chiesa in Valmalenco | Devin Logan       | Tiril Sjåstad Christiansen | Sandra Dejin      |
| 2013 | Chiesa in Valmalenco | Lisa Zimmermann   | Alexi Micinski             | Katie Summerhayes |
| 2014 | Chiesa in Valmalenco | Katie Summerhayes | Johanne Killi              | Sabrina Cakmakli  |
| 2015 | Chiesa in Valmalenco | Nanaho Kiriyama   | Sandra Eie                 | Caroline Claire   |
| 2017 | Chiesa in Valmalenco | Kelly Sildaru     | Jennie-Lee Burmansson      | Caroline Claire   |
| 2018 | Cardrona             | Kelly Sildaru     | Anastassija Tatalina       | Kokone Kondo      |
| 2019 | Kläppen              | Kelly Sildaru     | Kirsty Muir                | Rell Harwood      |
| 2021 | Krasnojarsk          | Xenia Orlowa      | Muriel Mohr                | Michelle Rageth   |
| 2022 | Leysin               | Ruby Andrews      | Jade Michaud               | Kathryn Gray      |
| 2023 | Cardrona             | Muriel Mohr       | Flora Tabanelli            | Mischa Thomas     |

#### Big Air
| Jahr | Austragungsort | Sieger               | Zweiter       | Dritter         |
| ---- | -------------- | -------------------- | ------------- | --------------- |
| 2018 | Cardrona       | Anastassija Tatalina | Kelly Sildaru | Lana Prussakowa |
| 2019 | Kläppen        | Kelly Sildaru        | Megan Oldham  | Kirsty Muir     |
| 2021 | Krasnojarsk    | Xenia Orlowa         | Muriel Mohr   | Snezhana Prays  |
| 2022 | Leysin         | Brynn Johnston       | Kathryn Gray  | Jade Michaud    |
| 2023 | Cardrona       |                      |               |                 |

### Mixed

#### Aerials-Teamwettbewerb
| Jahr | Austragungsort       | Sieger                                                        | Zweiter                                                            | Dritter                                                        |
| ---- | -------------------- | ------------------------------------------------------------- | ------------------------------------------------------------------ | -------------------------------------------------------------- |
| 2021 | Krasnojarsk          | Russland I Artem Protapow Anastasia Prytkowa Arsenij Wagin    | Belarus I Anna Derugo Ihar Drabiankou Makar Mitrafanau             | Russland II Ildar Khakimow Jesenija Pantiukhowa Denis Sliadnew |
| 2022 | Chiesa in Valmalenco | Vereinigte Staaten I Connor Curran Quinn Dehlinger Kaila Kuhn | Kanada I Flavie Aumond Miha Fontaine Émile Nadeau                  | Kanada II Pierre-Olivier Cote Rosalie Gagnon Victor Primeau    |
| 2023 | Obertauern           | Volksrepublik China I Liu Xuanchi Chen Shuo Wang Guochen      | Vereinigte Staaten I Connor Curran Amelia Glogowski Ian Schoenwald | Kanada I Victor Primeau Charlie Fontaine Anthony Noel          |

#### Dual-Moguls-Teamwettbewerb
| Jahr | Austragungsort       | Sieger                                              | Zweiter                                      | Dritter                                       |
| ---- | -------------------- | --------------------------------------------------- | -------------------------------------------- | --------------------------------------------- |
| 2022 | Chiesa in Valmalenco | Vereinigte Staaten III Jackson Crockett Alli Macuga | Kasachstan Fedor Bugakov Anastassija Gorodko | Vereinigte Staaten I Kasey Hogg Cole McDonald |
| 2023 | Chiesa in Valmalenco | Vereinigte Staaten Asher Michel Alli Macuga         | Kanada Jean Christophe Bougie Ashley Koehler | Schweden Emil Holmgren Moa Gustafson          |

#### Skicross-Teamwettbewerb
| Jahr | Austragungsort       | Sieger                                             | Zweiter                                     | Dritter                                     |
| ---- | -------------------- | -------------------------------------------------- | ------------------------------------------- | ------------------------------------------- |
| 2021 | Krasnojarsk          | Österreich I Christina Födermayr Oliver Vierthaler | Italien I Andrea Chesi Simone Deromedis     | Russland II Andrej Gerasimow Polina Ryabowa |
| 2023 | Passo San Pellegrino | Schweiz I Robin Tissieres Margaux Dumont           | Kanada I Nicholas Katrusiak Emeline Bennett | Frankreich Edgar Baillet Mathilde Brodier   |

## Die erfolgreichsten Junioren-WM-Teilnehmer

### Top 10
| Platz | Name                  | Land               | Von  | Bis  | Gold | Silber | Bronze | Gesamt |
| ----- | --------------------- | ------------------ | ---- | ---- | ---- | ------ | ------ | ------ |
| 1     | Kelly Sildaru         | Estland            | 2017 | 2019 | 6    | 1      | –      | 7      |
| 2     | Perrine Laffont       | Frankreich         | 2014 | 2016 | 3    | –      | 2      | 5      |
| 3     | Keaton McCargo        | Vereinigte Staaten | 2013 | 2014 | 3    | –      | 1      | 4      |
| 4     | Wiktorija Lasarenko   | Russland           | 2018 | 2021 | 2    | 1      | 2      | 5      |
| 5     | Maxim Burow           | Russland           | 2014 | 2016 | 2    | 1      | –      | 3      |
| 5     | Sandra Näslund        | Schweden           | 2014 | 2017 | 2    | 1      | –      | 3      |
| 5     | Thomas Rowley         | Vereinigte Staaten | 2013 | 2014 | 2    | 1      | –      | 3      |
| 5     | Jekaterina Stoljarowa | Russland           | 2006 | 2007 | 2    | 1      | –      | 3      |
| 5     | Beau-James Wells      | Neuseeland         | 2014 | 2015 | 2    | 1      | –      | 3      |
| 10    | Ljubow Nikitina       | Russland           | 2014 | 2018 | 2    | –      | 2      | 4      |

### Männer
| Platz | Name                | Land                              | Von  | Bis  | Gold | Silber | Bronze | Gesamt |
| ----- | ------------------- | --------------------------------- | ---- | ---- | ---- | ------ | ------ | ------ |
| 1     | Maxim Burow         | Russland                          | 2014 | 2016 | 2    | 1      | –      | 3      |
| 1     | Thomas Rowley       | Vereinigte Staaten                | 2013 | 2014 | 2    | 1      | –      | 3      |
| 1     | Beau-James Wells    | Neuseeland                        | 2014 | 2015 | 2    | 1      | –      | 3      |
| 4     | Alexei Pawlenko     | Russland                          | 2012 | 2015 | 2    | –      | 1      | 3      |
| 5     | Maxim Huszik        | Belarus                           | 2006 | 2007 | 2    | –      | –      | 2      |
| 5     | Troy Podmilsak      | Vereinigte Staaten                | 2022 | 2022 | 2    | –      | –      | 2      |
| 5     | Matěj Švancer       | Tschechien                        | 2021 | 2021 | 2    | –      | –      | 2      |
| 5     | Oliver Vierthaler   | Österreich                        | 2021 | 2021 | 2    | –      | –      | 2      |
| 5     | Andrei Wolkow       | Russland                          | 2006 | 2006 | 2    | –      | –      | 2      |
| 10    | Benjamin Cavet      | Vereinigtes Königreich Frankreich | 2016 | 2018 | 1    | 2      | –      | 3      |
| 10    | Ludvig Fjällström   | Schweden                          | 2012 | 2013 | 1    | 2      | –      | 3      |
| 10    | Dzmitry Mazurkevich | Belarus                           | 2016 | 2018 | 1    | 2      | –      | 3      |

### Frauen
| Platz | Name                     | Land                | Von  | Bis  | Gold | Silber | Bronze | Gesamt |
| ----- | ------------------------ | ------------------- | ---- | ---- | ---- | ------ | ------ | ------ |
| 1     | Kelly Sildaru            | Estland             | 2017 | 2019 | 6    | 1      | –      | 7      |
| 2     | Perrine Laffont          | Frankreich          | 2014 | 2016 | 3    | –      | 2      | 5      |
| 3     | Keaton McCargo           | Vereinigte Staaten  | 2013 | 2014 | 3    | –      | 1      | 4      |
| 4     | Wiktorija Lasarenko      | Russland            | 2018 | 2021 | 2    | 1      | 2      | 5      |
| 5     | Sandra Näslund           | Schweden            | 2014 | 2017 | 2    | 1      | –      | 3      |
| 5     | Jekaterina Stoljarowa    | Russland            | 2006 | 2007 | 2    | 1      | –      | 3      |
| 7     | Ljubow Nikitina          | Russland            | 2014 | 2018 | 2    | –      | 2      | 4      |
| 8     | Alizée Boulangeat        | Frankreich          | 2006 | 2007 | 2    | –      | 1      | 3      |
| 8     | Julija Galyschewa        | Kasachstan          | 2011 | 2012 | 2    | –      | 1      | 3      |
| 10    | Quan Huilin              | Volksrepublik China | 2012 | 2013 | 2    | –      | –      | 2      |
| 10    | Ali Kariotis             | Vereinigte Staaten  | 2012 | 2014 | 2    | –      | –      | 2      |
| 10    | Hannah Kearney           | Vereinigte Staaten  | 2003 | 2003 | 2    | –      | –      | 2      |
| 10    | Xenia Orlowa             | Russland            | 2021 | 2021 | 2    | –      | –      | 2      |
| 10    | Aliaksandra Ramanouskaya | Belarus             | 2015 | 2016 | 2    | –      | –      | 2      |

## Nationenwertungen

### Gesamt
(inklusive der seit 2021 ausgetragenen Teamwettbewerbe)
| Platz | Land                   | Gold | Silber | Bronze | Gesamt |
| ----- | ---------------------- | ---- | ------ | ------ | ------ |
| 1     | Vereinigte Staaten     | 34   | 42     | 33     | 109    |
| 2     | Russland               | 26   | 21     | 35     | 82     |
| 3     | Kanada                 | 14   | 6      | 8      | 28     |
| 4     | Schweiz                | 9    | 9      | 14     | 32     |
| 5     | Japan                  | 9    | 7      | 3      | 19     |
| 6     | Schweden               | 8    | 13     | 9      | 30     |
| 7     | Frankreich             | 8    | 9      | 11     | 28     |
| 8     | Belarus                | 8    | 7      | 4      | 19     |
| 9     | Estland                | 7    | 1      | 1      | 9      |
| 10    | Deutschland            | 6    | 5      | 6      | 17     |
| 11    | Neuseeland             | 5    | 2      | 1      | 7      |
| 12    | Norwegen               | 4    | 9      | 5      | 18     |
| 13    | Volksrepublik China    | 4    | 6      | 7      | 17     |
| 14    | Vereinigtes Königreich | 4    | 5      | 5      | 14     |
| 15    | Österreich             | 4    | 4      | 2      | 10     |
| 16    | Kasachstan             | 4    | 3      | 4      | 11     |
| 17    | Finnland               | 3    | 4      | 5      | 12     |
| 18    | Tschechien             | 2    | 1      | 2      | 5      |
| 19    | Italien                | 1    | 3      | 1      | 5      |
| 20    | Ukraine                | 1    | 2      | 2      | 5      |
| 21    | Südkorea               | 1    | 1      | 2      | 4      |
| 22    | Australien             | –    | 2      | 1      | 3      |
| 23    | Spanien                | –    | –      | 1      | 1      |
|       | Gesamt (2003 bis 2022) | 162  | 162    | 162    | 486    |

### Männer
| Platz | Land                   | Gold | Silber | Bronze | Gesamt |
| ----- | ---------------------- | ---- | ------ | ------ | ------ |
| 1     | Vereinigte Staaten     | 16   | 22     | 13     | 51     |
| 2     | Russland               | 10   | 5      | 4      | 29     |
| 3     | Schweden               | 6    | 9      | 7      | 22     |
| 4     | Schweiz                | 6    | 4      | 8      | 18     |
| 5     | Kanada                 | 6    | 2      | 3      | 11     |
| 6     | Belarus                | 5    | 5      | 3      | 13     |
| 7     | Japan                  | 5    | 3      | 1      | 9      |
| 8     | Norwegen               | 4    | 4      | 5      | 13     |
| 9     | Neuseeland             | 4    | 2      | –      | 6      |
| 10    | Frankreich             | 3    | 5      | 3      | 11     |
| 11    | Finnland               | 3    | 4      | 4      | 11     |
| 12    | Österreich             | 2    | 3      | 1      | 6      |
| 13    | Deutschland            | 2    | 2      | 3      | 7      |
| 14    | Tschechien             | 2    | –      | 1      | 3      |
| 15    | Vereinigtes Königreich | 1    | 3      | 1      | 5      |
| 16    | Volksrepublik China    | 1    | 2      | 5      | 8      |
| 17    | Italien                | 1    | 1      | 1      | 3      |
| 18    | Kasachstan             | 1    | –      | 2      | 3      |
| 19    | Estland                | 1    | –      | 1      | 2      |
| 20    | Australien             | –    | 1      | 1      | 2      |
| 20    | Südkorea               | –    | 1      | 1      | 2      |
| 22    | Ukraine                | –    | 1      | –      | 1      |
| 23    | Spanien                | –    | –      | 1      | 1      |
|       | Gesamt (2003 bis 2022) | 79   | 79     | 79     | 237    |

### Frauen
| Platz | Land                   | Gold | Silber | Bronze | Gesamt |
| ----- | ---------------------- | ---- | ------ | ------ | ------ |
| 1     | Vereinigte Staaten     | 16   | 20     | 19     | 55     |
| 2     | Russland               | 15   | 16     | 19     | 50     |
| 3     | Kanada                 | 8    | 3      | 4      | 15     |
| 4     | Estland                | 6    | 1      | –      | 7      |
| 5     | Frankreich             | 5    | 4      | 8      | 17     |
| 6     | Japan                  | 4    | 4      | 2      | 10     |
| 7     | Deutschland            | 4    | 3      | 3      | 10     |
| 8     | Schweiz                | 3    | 5      | 6      | 14     |
| 9     | Volksrepublik China    | 3    | 4      | 2      | 9      |
| 10    | Vereinigtes Königreich | 3    | 2      | 4      | 9      |
| 11    | Kasachstan             | 3    | 2      | 2      | 7      |
| 12    | Belarus                | 3    | 1      | 1      | 5      |
| 13    | Schweden               | 2    | 4      | 2      | 8      |
| 14    | Ukraine                | 1    | 1      | 2      | 4      |
| 15    | Österreich             | 1    | 1      | 1      | 3      |
| 16    | Südkorea               | 1    | –      | 1      | 2      |
| 16    | Neuseeland             | 1    | –      | 1      | 2      |
| 18    | Norwegen               | –    | 5      | –      | 5      |
| 19    | Tschechien             | –    | 1      | 1      | 2      |
| 20    | Australien             | –    | 1      | –      | 1      |
| 21    | Italien                | –    | 1      | –      | 1      |
| 22    | Finnland               | –    | –      | 1      | 1      |
|       | Gesamt (2003 bis 2022) | 79   | 79     | 79     | 237    |

### Mixed
| Platz | Land                   | Gold | Silber | Bronze | Gesamt |
| ----- | ---------------------- | ---- | ------ | ------ | ------ |
| 1     | Vereinigte Staaten     | 2    | –      | 1      | 3      |
| 2     | Russland               | 1    | –      | 2      | 3      |
| 3     | Österreich             | 1    | –      | –      | 1      |
| 4     | Kanada                 | –    | 1      | 1      | 2      |
| 5     | Belarus                | –    | 1      | –      | 1      |
| 5     | Italien                | –    | 1      | –      | 1      |
| 5     | Kasachstan             | –    | 1      | –      | 1      |
|       | Gesamt (2021 bis 2022) | 4    | 4      | 4      | 12     |